# Ketenvisie
Ketenvisie is het eerste gezicht die ten grondslag ligt van de methode keteninformatisering. Deze ketenvisie bestaat uit drie afzonderlijke componenten: de irrationele context van ketensamenwerking, het dominante ketenprobleem, ketenniveau.

## De irrationele context van ketensamenwerking
Het ontbreken van een algeheel overkoepelend gezag in een keten maakt ketensamenwerking moeilijk beheersbaar. Onduidelijke of tegenstrijdige doelstellingen van organisaties binnen de keten, werken door tot in de haarvaten van ketenprocessen en leiden tot onverklaarbare en onvoorspelbare beslissingen. Zo is niet altijd duidelijk wat precies de juiste en goede aanpak is en wie de betrokken partijen zijn in een bepaalde situatie. Dit gebrek aan overkoepelend gezag zorgt voor extra problemen en spanningen.
Het verband tussen probleem, oplossingen, deelnemers en beslissituaties wordt ingeperkt door sociale context (e.g. gewoonten), sociale structuur (e.g. sociale verhoudingen) en het belang van de beslissing.

## Het dominante ketenprobleem
Keteninformatisering gaat ervan uit dat organisaties binnen een irrationele context alleen zullen samenwerken in geval van externe druk, waarbij samengewerkt moet worden aan een dominant ketenprobleem dat in de tijd kan verschuiven. Een dominant ketenprobleem is een terugkerend probleem dat een enkele organisatie binnen de keten niet alleen op kan lossen en dat bij falen de keten als geheel in opspraak brengt. Voorbeelden van dominante ketenproblemen zijn veiligheid en gezondheid. Geen een enkele organisatie kan de veiligheid garanderen. Veiligheid is een concept dat alleen bereikt kan worden wanneer honderden dan wel duizenden organisaties samenwerken.

## Ketenniveau
Binnen de methode keteninformatisering wordt er onderscheid gemaakt tussen twee niveaus. Het eerste niveau wordt aangeduid met 'grondvlak' van de keten waar zich rechtstreekse, bilaterale ketencommunicatie tussen ketenpartners afspeelt. Het tweede niveau is het 'ketenniveau' waarop gezamenlijk beheerde keteninformatiesystemen de communicatie tussen de ketenpartners sturen.